# Mark Ernestus

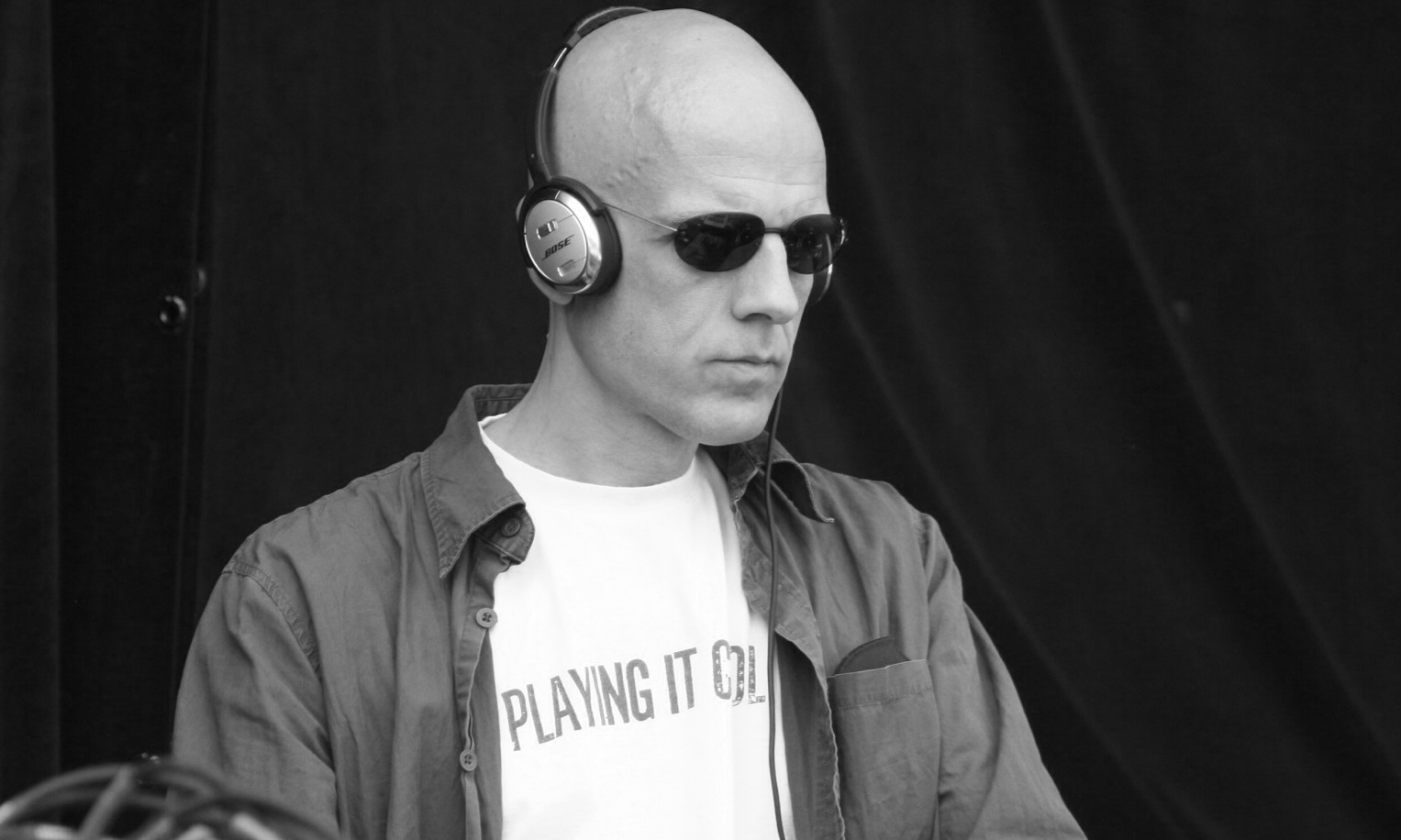
Ernestus bei einem Auftritt, 2010

Mark Ernestus (* 1963) ist ein deutscher Musiker, Musikproduzent und Musiklabelinhaber. Bekannt wurde er insbesondere durch die mit Moritz von Oswald gegründeten Projekte wie Basic Channel, Chain Reaction, Main Street oder Rhythm & Sound.

## Leben

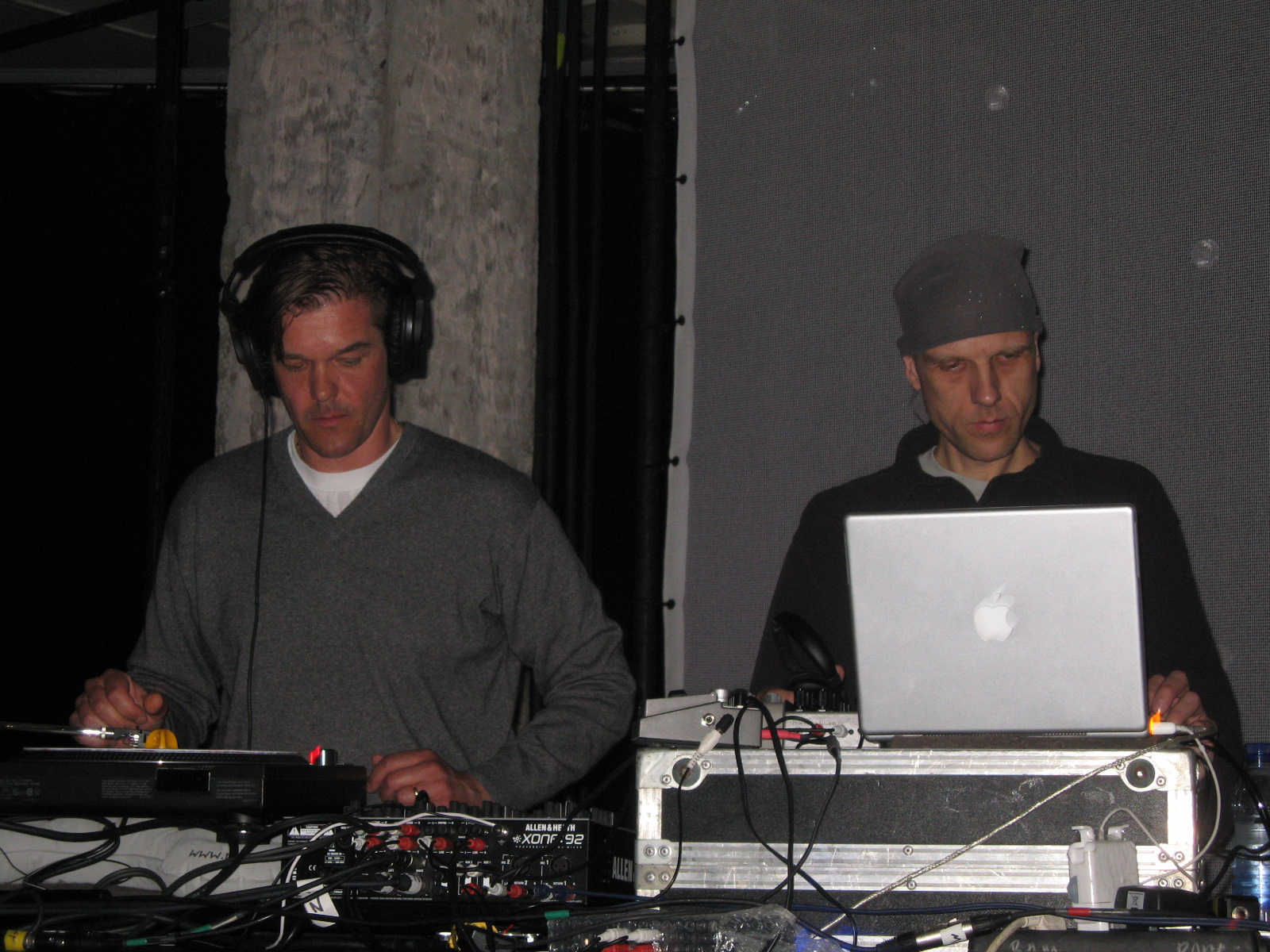
Ernestus (rechts) und von Oswald (links) bei einem Auftritt als Rhythm & Sound in Montreal, 2007

Mark Ernestus lebt seit 1983 wieder in Berlin. Er war Meisterschüler u. a. von Wolfgang Ramsbott. Als Abschlussarbeit an der damaligen Hochschule der Künste eröffnete er am 1. Mai 1987 das Kumpelnest 3000.
Im Dezember 1989 eröffnete Ernestus auch den einflussreichen Berliner Plattenladen Hard Wax.
Ab den frühen 1990er Jahren produzierte er gemeinsam mit Moritz von Oswald unter zahlreichen Projektnamen elektronische Musik. Einer breiteren Öffentlichkeit wurden die von Ernestus und von Oswald gegründeten Techno-Label Basic Channel und Chain Reaction bekannt. Vor allem Basic Channel gilt als eines der wichtigsten deutschen Techno-Label der 1990er Jahre. Die Veröffentlichungen des Labels haben sämtlichst Kult-Status erreicht und gelten besonders in Nordamerika als Raritäten. Die Stücke waren meist durch die gezielte Verwendung von Hall- und Rausch-Effekten geprägt. Speziell das Rauschen gilt als charakteristisches Stilelement ihrer Produktionen, mit einem für das Genre unüblich hohen Wiedererkennungswert.
Mit jeder neuen Schaffensperiode haben von Oswald und Ernestus weitere Label gegründet, zum Beispiel Main Street für Vocal House. Die Veröffentlichungen dieses Labels überraschten Kritiker und Fans. Anstatt des minimalistischen Technosounds war das erste Release I’m your brother ein klassischer Housesong mit Gesang des Briten Andy Caine und verfügte durch den eingängigen Refrain über einen gewissen Pop-Appeal.
Im weiteren Verlauf nahmen von Oswald und Ernestus verstärkt Bezug auf die Dub-Musik und produzierten weitere Stücke auf Main Street in Zusammenarbeit mit dem Dominicaner Paul St. Hilaire (Tikiman). Sie setzten diese Entwicklung seitdem konsequent fort und gründeten die Label Burial Mix und Rhythm & Sound. Besonders die Veröffentlichungen als Rhythm & Sound zeigen einen deutlichen Einfluss der Reggae-Produktionsweise. So arbeitet das Produzentenduo seit 1998 auf jeder Platte mit verschiedenen jamaikanischen Sängern und Sängerinnen zusammen. Als Höhepunkt dieser Zusammenarbeit gilt das 2005 veröffentlichte One-Riddim-Album See Mi Yah, auf dem ein einziger minimalistischer Riddim, der im Wesentlichen nur aus zwei sich wiederholenden Takten besteht, von den einzelnen Vokalisten wie Willi Williams, Sugar Minott, Ras Donovan oder Paul St. Hilaire unterschiedlich interpretiert wird.
Ernestus eröffnete im Dezember 1989 in Berlin den Plattenladen Hard Wax. Dieser befand sich zunächst gemeinsam mit dem Studio des Labels Basic Channel im Erdgeschossladen eines Wohnhauses der Reichenberger Straße. Er ist einer der ältesten sortierten Plattenläden auf dem Gebiet der elektronischen Musik und gilt als bedeutender Kommunikationspunkt der internationalen Technoszene. Zudem wird ihm nachgesagt, in den frühen 1990er Jahren maßgeblich an der Entwicklung der Technoszene beteiligt gewesen zu sein.1996 zog das Hardwax in das dritte Geschoss einer Fabriketage in einen Hinterhof am Paul-Lincke-Ufer. Zu den Mitarbeitern gehörten zeitweise DJs und Musiker wie DJ Hell, Torsten Pröfrock, Marcel Dettmann, Modeselektor, DJ Rok, Gabriele „Mo“ Loschelder, René Pawlowitz oder Electric Indigo. Ab 1994 gab es für einige Jahre eine Filiale des Ladens in Saarbrücken.
Mit der Gründung der Label Imbalance (1993) und Chain Reaction (1995) boten beide auch anderen Künstlern wie dem Finnen Vladislav Delay eine Plattform zur Veröffentlichung von experimentellen Techno-Stücken.
Ernestus lernte den senegalesischen Musiker Abdoulaye Diack in Berlin 2010 durch Tikiman kennen. Diack begleitete Ernestus auf mehreren Reisen nach Senegal und half ihm dort in der Musikszene Kontakte zu knüpfen. Außerdem war Diack für diese Zeit sein Dolmetscher im Senegal und hat Ernestus dabei unterstützt, sein Projekt im Senegal fortzuführen. Seitdem interessiert sich Ernestus für die afrikanische Musikrichtung Mbalax. Seit dem Jahr 2012 betreibt er das Label Ndagga, auf dem vor allem die Veröffentlichungen der Band Jeri-Jeri erschienen.

## Diskografie (Auswahl)
Anmerkung: für die gemeinsam mit Moritz von Oswald veröffentlichten Werke siehe Basic Channel – Diskographie
- 2013: Mark Ernestus presents Jeri-Jeri – 800 % Ndagga (Ndagga)
- 2013: Mark Ernestus presents Jeri-Jeri – Ndagga Versions (Ndagga)
- 2016: Mark Ernestus’ Ndagga Rhythm Force – Yermande (Ndagga)
- 2025: Mark Ernestus’ Ndagga Rhythm Force – Khadim (Ndagga)